# Ašgabat
Ašgabat (turkmenski: Aşgabat; Ašhabad, Ashkabat, Ashkhabad, Ashgabad) je glavni grad Turkmenistana, jedne od bivših Sovjetskih republika. Ašgabat ima oko 700.000 stanovnika i nalazi se između pustinje Karakum i gorja Kopet-Dag. Podnožje planine je klimatski najpovoljniji prostor u Turkmenistanu (većina Turkmenistana je pustinja, a na planini ima više padalina). Ašgabat je središte tekstilne i metalne industrije u regiji.

## Povijest
Ašgabat je relativno mlad grad (osnovan 1818. godine). Osnovali su ga Rusi nedaleko od ruševina staroga perzijskog grada Nise (jedan od glavnih gradova Irana u doba vladavine Parta. 1869. su Rusi sagradili tvrđavu. Grad je do 1881. bio dio Perzije, a tada je postao dio Ruskoga Carstva. Rusi ga razvijaju kao regionalni centar prostora uz granicu s Perzijom. Grade se mnoge zgrade u europskom stilu.
U prosincu 1917. su sovjetske snage zauzele grad koji su preimenovali u Poltoratsk (Полторацк). Tako se zvao do 1927. kad je vraćeno ime Ašgabat (češće se zvao prema ruskom nazivu Ašhabad). Godine 1937. osnovana je Turkmenska Sovjetska Socijalistička Republika i Ašgabat je postao njezinim glavnim gradom.
1948. je grad razoren u katastrofalnom potresu (deveti najrazorniji potres u povijesti od 7,3 stupnja po Mercaliju, 110 000 mrtvih, možda 170 000). Nakon potresa se grad obnavlja u sovjetskom stilu (grade se velike zgrade s mnogo stanova, pravilna struktura ulica, mnogo javnih zgrada).

## Znamenitosti
Najznačajniji su spomenici iz novije povijesti Turkmenistana (posebno vezani uz predsjednika Saparmurata Niyazova. U gradu postoji mnogo njegovih spomenika od zlata. Značajan je Nacionalni povijesni muzej s brojnim ostacima perzijske kulture. Postoje brojne džamije (najznačajnija je Azadi džamija koja podsjeća na Plavu džamiju u Istanbulu).

## Vanjske poveznice
- Službena stranica Ašgabata  Arhivirana inačica izvorne stranice od 9. lipnja 2013. (Wayback Machine) (engl.)